# Alvin and the Chipmunks (serie di film)

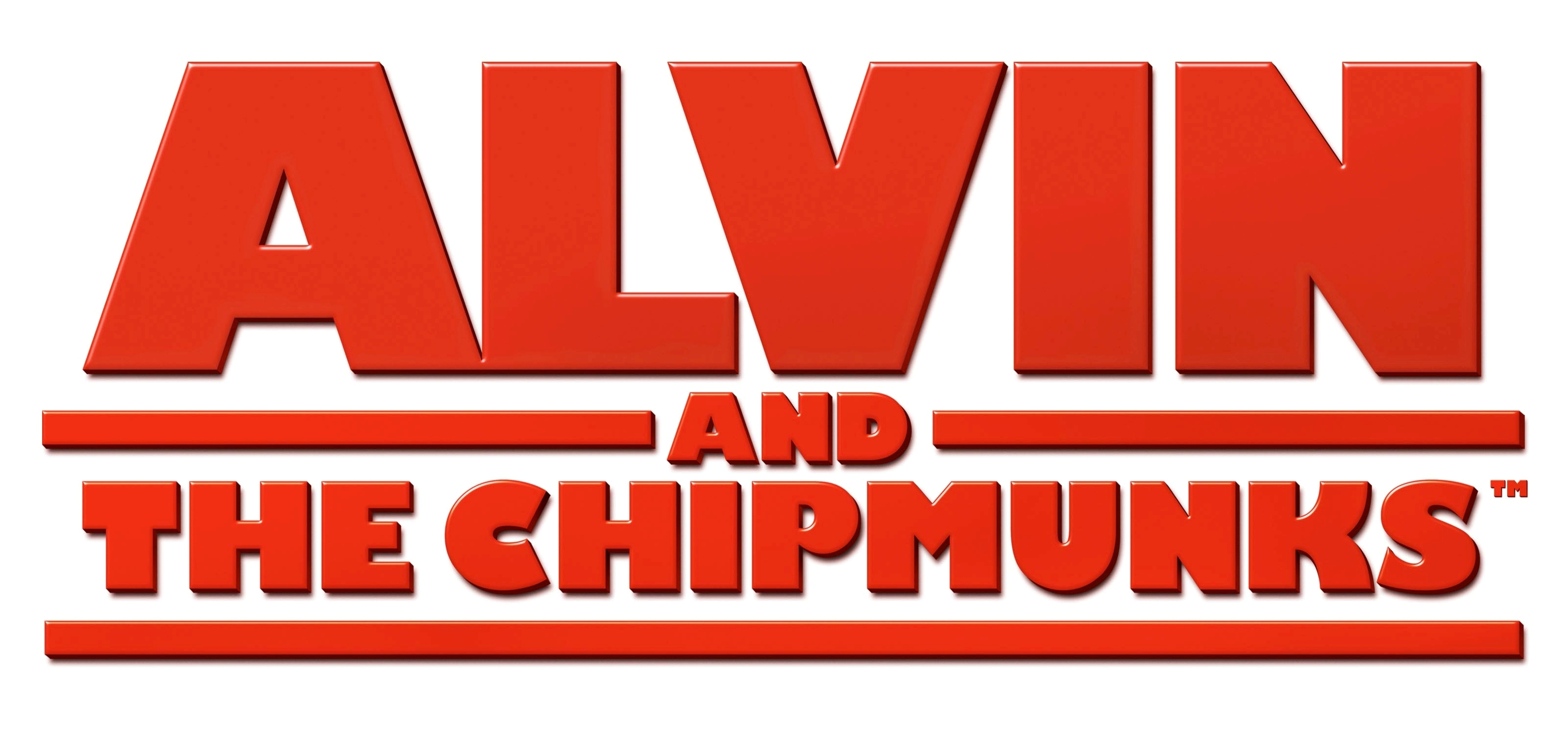
Logo della serie

Il gruppo immaginario di canto animato Alvin and the Chipmunks creato da Ross Bagdasarian è apparso in otto lungometraggi dal loro debutto.

## Film

### Animazione

#### Le avventure dei Chipmunk(1987)
Quando David Seville va in Europa per un viaggio d'affari, i Chipmunks, Alvin, Simon e Theodore, vengono lasciati a casa con la loro babysitter, Miss Beatrice Miller. Mentre i tre stanno giocando a un gioco arcade di Around the World in Thirty Days with the Chipettes, Alvin e Brittany discutono su chi vincerebbe una vera gara in tutto il mondo, dal momento che Brittany ha battuto Alvin nel videogioco. I malvagi trafficanti di diamanti Claudia e Klaus Furschtein ascoltano la conversazione e si avvicinano ai bambini, dicendo loro che forniranno loro i mezzi per una vera corsa intorno al mondo in mongolfiera, con il vincitore che riceverà 100000 $.

#### Alvin Superstar incontra Frankenstein(1999)
Quando i simpatici Chipmunks si prendono una pausa dal loro concerto, si perdono e alla fine vengono rinchiusi nel parco. Trovano la strada per l'attrazione "Castello di Frankenstein", dove un vero Dr. Victor Frankenstein sta lavorando al suo famoso mostro. Il mostro prende vita e il perfido scienziato lo manda all'inseguimento dei Chipmunks. Nella loro fuga, il mostro recupera l'orsacchiotto del dolce Theodore lasciato cadere. Ora tocca ai Chipmunks riprendersi il suo orsacchiotto e fare qualcosa al mostro.

#### Alvin Superstar incontra l'Uomo Lupo(2000)
Quando Alvin ha l'incubo di incontrare il terrificante Uomo Lupo, cosa che lo ha portato a svegliarsi urlando per l'orrore, Simon e Dave concludono che Alvin ha guardato troppi film dell'orrore di notte. Alvin dice che è perché il loro nuovo vicino, Lawrence Talbot, lo terrorizza e ipotizza che stia nascondendo qualcosa. Theodore sta avendo problemi con Nathan, un bullo, e non andrà dal preside, che ha intenzione di ritirarsi a causa dei disavventure quotidiani di Alvin, per chiedere aiuto; Alvin lo difende, comunque.

### Live action

#### Little Alvin and the Mini-Munks(2003)
La-Lu, un'amica di David Seville, ha messo uno striscione con scritto "Benvenuto Chipmunks" sotto il portico del suo magico cottage. Una delle sue amiche, Gilda (un cacatua pessimista parlante) crede che avere figli intorno sia una cattiva idea. PC (una rana parlante rilassata con un accento da surfista che crede di essere a un bacio dall'essere il Principe Azzurro) dice che sua madre diceva "niente riscalda una casa come le risate dei bambini". Dave arriva con Alvin, Brittany, Simon, Jeanette, Theodore ed Eleanor. Dave ha bisogno del fine settimana tutto per sé per scrivere una nuova canzone, e La-Lu è felice di avere cinque bambini in età prescolare e un bambino che sta con lei e le sue amiche. Sam e Lou, due gopher, raccontano agli spettatori a casa i sentimenti che i personaggi stanno provando entrando nelle loro teste e osservando un'astratta manifestazione visiva interiore di ciò che i personaggi stanno pensando o provando. Ad Alvin non piace che Dave se ne sia andato, e La-Lu spiega che si sentiva allo stesso modo quando era piccola e lo rassicura che Dave tornerà presto per lui e gli altri.

#### Alvin Superstar(2007)
In una fattoria sugli alberi, tre scoiattoli inclini alla musica, Alvin (Justin Long), il malizioso piantagrane, Simon (Matthew Gray Gubler), l'intelligente del trio, e Theodore (Jesse McCartney) lo scoiattolo innamorato paffuto, trovano il loro albero abbattuto e vengono trasportati a Los Angeles. Una volta lì, incontrano il frustrato cantautore David Seville (Jason Lee) e, nonostante una prima impressione da demolizione, lo impressionano con il loro talento canoro. Vedendo l'opportunità di successo, sia gli umani che gli scoiattoli fanno un patto per loro di cantare le sue canzoni. Mentre quell'ambizione si rivela una lotta frustrante con il difficile trio, il sogno si avvera dopo tutto. Tuttavia, quel successo presenta le sue prove poiché il loro dirigente discografico senza scrupoli, Ian Hawke (David Cross), ha intenzione di rompere questa famiglia per sfruttare i ragazzi. Riusciranno Dave and the Chipmunks a scoprire cosa apprezzano davvero in mezzo al glamour superficiale che li circonda?

#### Alvin Superstar 2(2009)
Le sensazioni pop Alvin (Justin Long), Simon (Matthew Gray Gubler) e Theodore (Jesse McCartney) finiscono nelle cure del cugino ventenne Toby (Zachary Levi) di Dave Seville (Jason Lee). I ragazzi devono mettere da parte la musica super celebrità per tornare a scuola e hanno il compito di salvare il programma musicale della scuola vincendo il premio di 25000 $ in una battaglia tra le band. Ma i Chipmunks incontrano inaspettatamente la loro partita in tre chipmunks cantanti conosciuti come The Chipettes: Brittany (Christina Applegate), Jeanette (Anna Faris) ed Eleanor (Amy Poehler). Scintille romantiche e musicali si accendono quando Chipmunks e Chipettes si affrontano.

#### Alvin Superstar 3 - Si salvi chi può!(2011)
Dave (Jason Lee), i Chipmunks e le Chipettes si divertono in una crociera di lusso prima che la loro vacanza in mare faccia una deviazione inaspettata verso un'isola inesplorata. Ora, più Alvin (Justin Long) e i suoi amici cercano una via per tornare alla civiltà, più diventa ovvio che non sono soli su questa isola paradisiaca isolata.

#### Alvin Superstar - Nessuno ci può fermare(2015)
Attraverso una serie di incomprensioni, Alvin (Justin Long), Simon (Matthew Gray Gubler) e Theodore (Jesse McCartney) arrivano a credere che Dave (Jason Lee) farà la proposta alla sua nuova ragazza a Miami ... e li mollerà. Hanno tre giorni per arrivare da lui e fermare la proposta, risparmiandosi non solo di perdere Dave, ma forse anche di guadagnare un terribile fratellastro.

### Incassi
Quella di Alvin and the Chipmunks è la serie di film d'animazione/live action con maggiori incassi della storia del cinema, nonché la sesta serie cinematografica musicale.
| Film                                     | Data di pubblicazione | Incassi      | Incassi     | Incassi      | Posizione al botteghino | Posizione al botteghino | Budget   | Fonti |
| Film                                     | Data di pubblicazione | USA e Canada | Altro       | Mondo        | USA e Canada            | Mondo                   | Budget   | Fonti |
| ---------------------------------------- | --------------------- | ------------ | ----------- | ------------ | ----------------------- | ----------------------- | -------- | ----- |
| Le avventure dei Chipmunk                | 22 maggio 1987        | 6804312 $    |             | 6804312 $    | #5 147                  |                         |          | [ 1 ] |
| Alvin Superstar                          | 14 dicembre 2007      | 217326974 $  | 144009659 $ | 361336633 $  | #163                    | #322                    | 60000 $  | [ 2 ] |
| Alvin Superstar 2                        | 23 dicembre 2009      | 219614612 $  | 223525393 $ | 443140005 $  | #154                    | #229                    | 75000 $  | [ 3 ] |
| Alvin Superstar 3 - Si salvi chi può!    | 16 dicembre 2011      | 133110742 $  | 209584693 $ | 342695435 $  | #422                    | #358                    | 75000 $  | [ 4 ] |
| Alvin Superstar - Nessuno ci può fermare | 18 dicembre 2015      | 84536627 $   | 142576432 $ | 227654481 $  | #831                    | #601                    | 90000 $  | [ 5 ] |
| Totale                                   | Totale                | 661934689 $  | 707915813 $ | 1381630866 $ |                         |                         | 300000 $ | [ 6 ] |